# Charles Durning
Charles Durning (Highland Falls, 28 febbraio 1923 – New York, 24 dicembre 2012) è stato un attore statunitense.
Noto caratterista nel cinema americano, è stato candidato due volte all'Oscar come migliore attore non protagonista e ha vinto un Tony Award nel 1990 per la sua interpretazione a Broadway ne La gatta sul tetto che scotta.

## Biografia
Penultimo di cinque figli, sua madre Louise Leonard era una lavandaia di West Point, mentre suo padre James Durning (originariamente Durnion) era un immigrato irlandese che aveva ottenuto la cittadinanza americana prestando servizio nell'esercito. Lo stesso Charles, all'età di 21 anni, servì l'esercito statunitense prendendo parte alla campagna di Normandia, partecipando anche allo sbarco durante il D-Day, e alla battaglia delle Ardenne Per il suo valore e le ferite riportate durante la guerra, a Durning furono conferite quattro medaglie, una Silver Star e tre Purple Heart, e nel 2008 gli venne conferita la Legion d'onore per essersi distinto in azioni di guerra nel territorio francese.

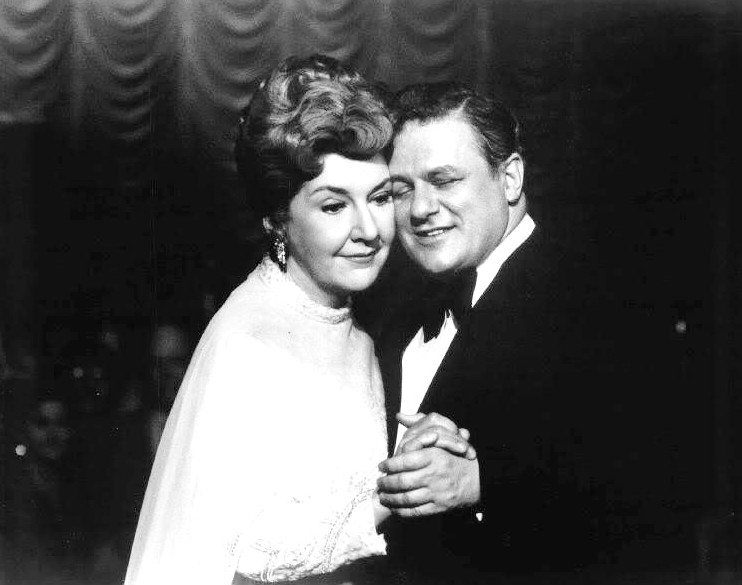
Charles Durning e Maureen Stapleton nel film televisivo La reginetta del Polvere di stelle (1975)

Al ritorno dal fronte decise di intraprendere la carriera d'attore, e si iscrisse all'Accademia americana di arti drammatiche a New York, avendo come compagni di corso, tra gli altri, Conrad Bain e Don Rickles, ma ne fu espulso poiché fu ritenuto privo di talento. Dopo una serie di piccole parti, soprattutto per la televisione, nei primi anni settanta ottenne ruoli significativi nel cinema, in film come Hi, Mom! (1970) e Le due sorelle (1973) di Brian De Palma e Un uomo senza scampo (1970) di John Frankenheimer. La svolta giunse nel 1973 con il ruolo del corrotto tenente Snyder nel film La stangata di George Roy Hill. Da quel momento la sua carriera fu intensa, caratterizzata da centinaia di interpretazioni per il cinema e la televisione, in ruoli da comprimario di peso, con frequenti interpretazioni di uomini in divisa.

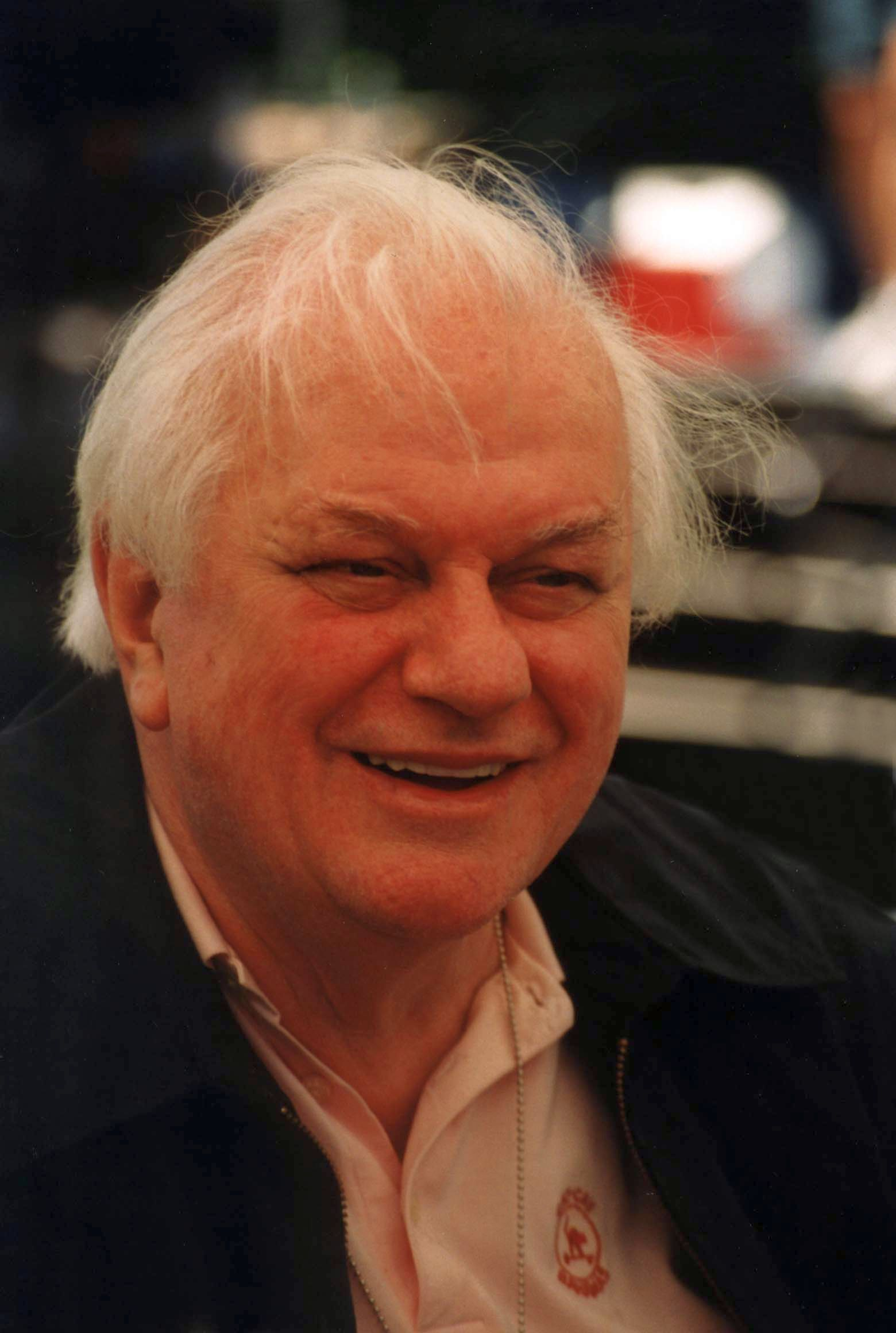
Durning nel 1999

Negli anni settanta, prese parte a cult movie come Prima pagina (1974), Quel pomeriggio di un giorno da cani (1975), Ultimi bagliori di un crepuscolo (1976), Fury (1978). Nel decennio successivo, dopo L'assoluzione (1981) di Ulu Grosbard, recitò in Il più bel casino del Texas (1982) di Colin Higgins, con cui vide riconosciuto in maniera ufficiale il proprio talento e ottenne anche una candidatura all'Oscar al miglior attore non protagonista. Il film evidenzia la dimestichezza di Durning con i ruoli brillanti, confermata successivamente dalle interpretazioni in film come Tootsie (1982) di Sydney Pollack, Essere o non essere (1983) di Alan Johnson, accanto a Mel Brooks, che gli valse la seconda candidatura all'Oscar, e Il grande imbroglio (1986) di John Cassavetes, che aprirono nuovi orizzonti alla sua carriera.
Nel 1990 entrò nel cast della sitcom Evening Shade, di cui interpretò 98 episodi nell'arco di quattro stagioni. Nonostante l'impegno sul piccolo schermo, Durning continuò la carriera cinematografica in film come Étoile (1989), Dick Tracy (1990), Detective coi tacchi a spillo (1991), Mister Hula Hoop (1994), Genio per amore (1994), A casa per le vacanze (1995). Dalla fine degli anni novanta apparve in lavori televisivi e produzioni a basso budget, ma ancora in pellicole di richiamo come Fratello, dove sei? (2000) e Hollywood, Vermont. (2000).
Grazie ai numerosi ruoli televisivi, Durning collezionò nove candidature agli Emmy Awards e nel 1990 vinse un Golden Globe per la miniserie I Kennedy. Nel 2008 ricevette un premio alla carriera all'annuale Screen Actors Guild Award e nello stesso anno entrò a far parte della Hollywood Walk of Fame, al fianco del suo idolo James Cagney.
Morì a New York il 24 dicembre 2012, all'età di 89 anni.

## Filmografia parziale

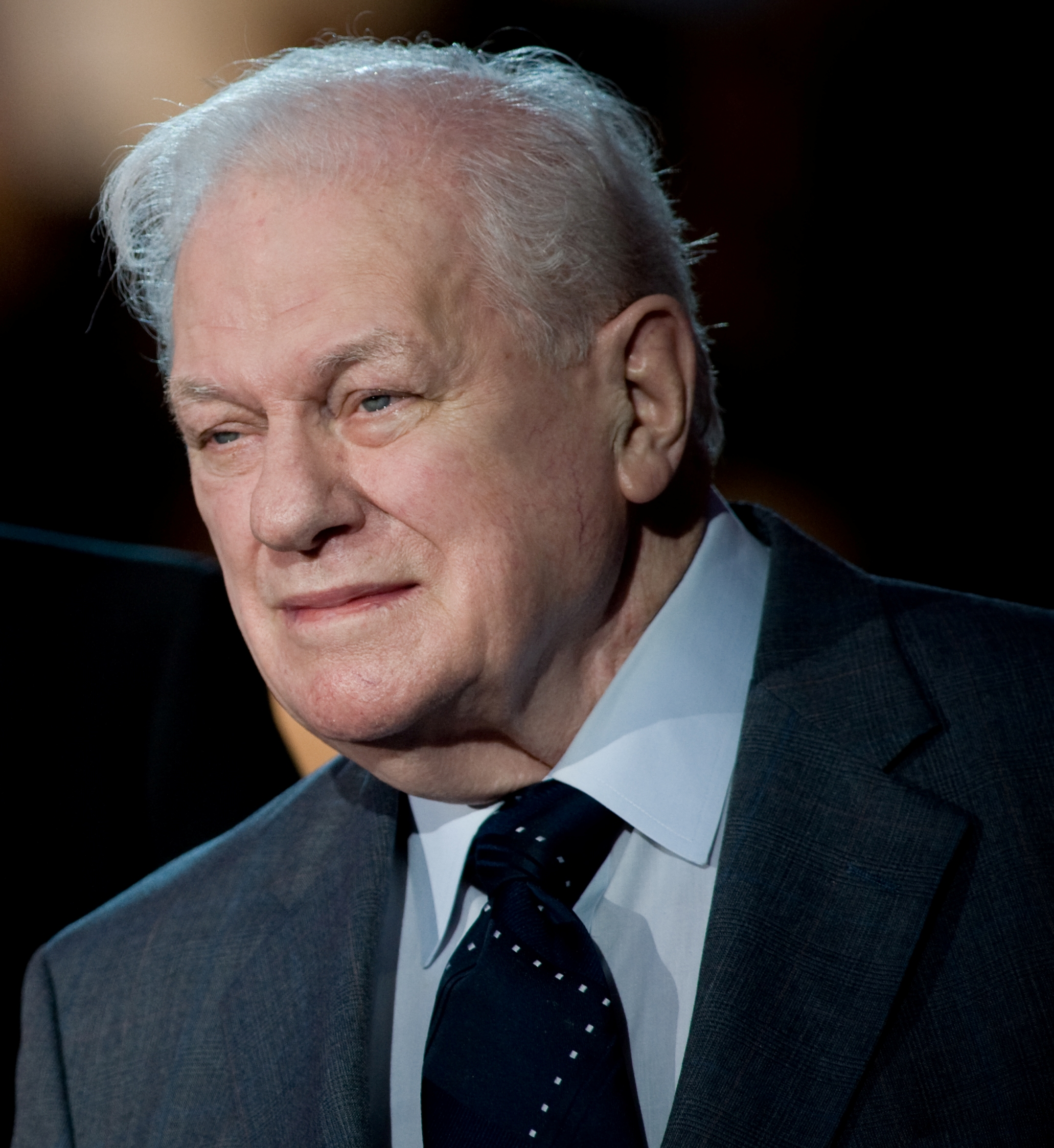
Charles Durning a Washington nel 2008

### Cinema
- Hi, Mom!, regia di Brian De Palma (1970)
- Un uomo senza scampo (I Walk the Line), regia di John Frankenheimer (1970)
- Le due sorelle (Sisters), regia di Brian De Palma (1973)
- La stangata (The Sting), regia di George Roy Hill (1973)
- Prima pagina (The Front Page), regia di Billy Wilder (1974)
- Io non credo a nessuno (Breakheart Pass), regia di Tom Gries (1975)
- Quel pomeriggio di un giorno da cani (Dog Day Afternoon), regia di Sidney Lumet (1975)
- Hindenburg (The Hindenburg), regia di Robert Wise (1975)
- Balordi & Co. - Società per losche azioni capitale interamente rubato $ 1.000.000 (Harry and Walter Go to New York), regia di Mark Rydell (1976)
- Ultimi bagliori di un crepuscolo (Twilight's Last Gleaming), regia di Robert Aldrich (1976)
- I ragazzi del coro (The Choirboys), regia di Robert Aldrich (1977)
- Fury (The Fury), regia di Brian De Palma (1978)
- Un nemico del popolo (An Enemy of the People), regia di George Schaefer (1978)
- Il magnate greco (The Greek Tycoon), regia di J. Lee Thompson (1978)
- Ecco il film dei Muppet (The Muppet Movie), regia di James Frawley (1979)
- E ora: punto e a capo (Starting Over), regia di Alan J. Pakula (1979)
- Quando chiama uno sconosciuto (When a Stranger Calls), regia di Fred Walton (1979)
- Countdown dimensione zero (The Final Countdown), regia di Don Taylor (1980)
- L'assoluzione (True Confessions), regia di Ulu Grosbard (1981)
- Pelle di sbirro (Sharky's Machine), regia di Burt Reynolds (1981)
- Lo spaventapasseri (Dark Night of the Scarecrow), regia di Frank De Felitta (1981)
- Il più bel casino del Texas (The Best Little Whorehouse in Texas), regia di Colin Higgins (1982)
- Tootsie, regia di Sydney Pollack (1982)
- Essere o non essere (To Be or Not to Be), regia di Alan Johnson (1983)
- Due come noi (Two of a Kind), regia di John Herzfeld (1983)
- L'uomo con la scarpa rossa (The Man with One Red Shoe), regia di Stan Dragoti (1985)
- Scherzare col fuoco (Stick), regia di Burt Reynolds (1985)
- Morte di un commesso viaggiatore (Death of a Salesman), regia di Volker Schlöndorff (1985)
- Il grande imbroglio (Big Trouble), regia di John Cassavetes (1986)
- Là dove il fiume è nero (Where the River Runs Black), regia di Christopher Cain (1986)
- Due tipi incorreggibili (Tough Guys), regia di Jeff Kanew (1986)
- I guerrieri del sole (Solarbabies), regia di Alan Johnson (1986)
- I delitti del rosario (The Rosary Murders), regia di Fred Walton (1987)
- Tigre reale (A Tiger's Tale), regia di Peter Douglas (1987)
- Indagine ad alto rischio (Cop), regia di James B. Harris (1988)
- Far North, estremo Nord, regia di Sam Shepard (1988)
- Oltre ogni rischio (Cat Chaser), regia di Abel Ferrara (1989)
- Brenda Starr - L'avventura in prima pagina (Brenda Starr), regia di Robert Ellis Miller (1989)
- Étoile, regia di Peter Del Monte (1989)
- Dick Tracy, regia di Warren Beatty (1990)
- Detective coi tacchi a spillo (V.I. Warshawski), regia di Jeff Kanew (1991)
- La musica del caso (The Music of Chance), regia di Philip Haas (1993)
- Mister Hula Hoop (The Hudsucker Proxy), regia di Joel Coen (1994)
- Genio per amore (I.Q.), regia di Fred Schepisi (1994)
- Una cena quasi perfetta (The Last Supper), regia di Stacy Title (1995)
- Storie d'amore (The Grass Harp), regia di Charles Matthau (1995)
- A casa per le vacanze (Home for the Holidays), regia di Jodie Foster (1995)
- Spia e lascia spiare (Spy Hard), regia di Rick Friedberg (1996)
- Un giorno... per caso (One Fine Day), regia di Michael Hoffman (1996)
- Fratello, dove sei? (O Brother, Where Art Thou?), regia di Joel Coen (2000)
- Hollywood, Vermont. (State and Main), regia di David Mamet (2000)
- Il giudice (2001)
- One Last Ride - L'ultima corsa (One Last Ride), regia di Tony Vitale (2003)
- Polycarp, regia di George Lekovic (2007)
- A Bunch of Amateurs, regia di Andy Cadiff (2008)
- Murders (2008)
- Break (2008)
- Deal, regia di Gil Cates Jr. (2008)
- Good Dick (2008)
- The Golden Boys, regia di Daniel Adams (2008)
- Shannon's Rainbow (2009)
- An Affirmative Act (2010)
- The Waiter (2010)

### Televisione
- Assistente sociale (East Side/West Side) – serie TV, episodio 1x08 (1963)
- The Nurses – serie TV, episodio 3x18 (1965)
- Ai confini dell'Arizona (The High Chaparral) – serie TV, episodio 3x21 (1970)
- La reginetta del Polvere di stelle (Queen of the Stardust Ballroom), regia di Sam O'Steen – film TV (1975)
- Cannon – serie TV, 1 episodio (1975)
- Capitani e Re (Captains and the Kings) – miniserie TV, 3 episodi (1976)
- Evening Shade – serie TV, 98 episodi (1990-1994)
- Mamma Natale (Mrs. Santa Claus) – film TV, regia di Terry Hughes (1996)
- Hard Time, regia di Burt Reynolds – film TV (1998)
- Tutti amano Raymond (Everybody Loves Raymond) – serie TV, 7 episodi (1998-2002)
- Un fidanzato per Natale (A Boyfriend for Christmas) – film TV, regia di Kevin Connor (2004)
- NCIS - Unità anticrimine (NCIS) – serie TV, episodio 2x07 (2004)
- Detective, regia di David S. Cass Sr. – film TV (2005)
- Desperation (Stephen King's Desperation), regia di Mick Garris – film TV (2006)
- Everwood – serie TV, 2 episodi (2006)
- Detective Monk (Monk) – serie TV, episodio 5x16 (2007)
- I Griffin (Family Guy) – serie TV, 5 episodi (1999-2009)
- Rescue Me – serie TV, 29 episodi (2004-2011)

## Riconoscimenti
- Premio Oscar
  - 1983 – Candidatura al miglior attore non protagonista per Il più bel casino del Texas
  - 1984 – Candidatura al miglior attore non protagonista per Essere o non essere

## Doppiatori italiani
Nelle versioni in italiano dei suoi film, Charles Durning è stato doppiato da:
- Bruno Alessandro in Ultimi bagliori di un crepuscolo, Storie incredibili (ep. 1x09), I delitti del rosario, Il tocco di un angelo, Una cena quasi perfetta, Incatenato all'inferno, Mamma Natale, Detective Monk, Everwood, NCIS - Unità anticrimine
- Renato Mori in Hi, Mom!, Hindenburg, Oltre ogni rischio, Un giorno... per caso, Desperation
- Dario De Grassi in The Practice - Professione avvocati (ep. 3x01), Tutti amano Raymond (ep. 4x14), Ultime dal cielo, Rescue Me (ep. 5x08, 5x13)
- Sergio Fiorentini ne La stangata, Quando chiama uno sconosciuto, Tootsie, Due come noi
- Silvio Spaccesi in Ecco il film dei Muppet (ridoppiaggio), Essere o non essere, Genio per amore
- Luciano De Ambrosis in Storie incredibili (ep. 2x05), A casa per le vacanze, Homicide
- Pino Locchi ne Il più bel casino del Texas, Morte di un commesso viaggiatore
- Giorgio Lopez in Spia e lascia spiare, Fratello, dove sei?
- Alessandro Sperlì in Prima pagina, Il magnate greco
- Ferruccio Amendola in Scherzare col fuoco
- Aldo Giuffré in Quel pomeriggio di un giorno da cani
- Arturo Dominici ne I guerrieri del sole
- Marcello Tusco in Indagine ad alto rischio
- Giorgio Piazza in Fury
- Pino Colizzi in Un uomo senza scampo
- Riccardo Cucciolla in Étoile
- Roberto Villa ne I ragazzi del coro
- Paolo Lombardi in Pelle di sbirro
- Carlo Reali in Hard Time
- Glauco Onorato in L'assoluzione
- Gianni Musy in Hollywood, Vermont
- Mario Bardella in Due tipi incorreggibili
- Antonio Guidi in Countdown - Dimensione zero
- Gil Baroni in Mister Hula Hoop
- Carlo Sabatini in Storie d'amore
- Carlo Baccarini in Hostage hotel
- Vittorio Congia in Detective coi tacchi a spillo
- Pietro Biondi in Corte suprema
- Alessandro Rossi in Dick Tracy
- Dante Biagioni in Tutti amano Raymond (ep. 2x25, 3x20, 6x01, 6x24)
- Gianni Bonagura in The Practice - Professione avvocati (ep. 4x18)
- Franco Zucca ne Il giudice
- Carlo Bonomi in Le due sorelle
- Maurizio Scattorin in Deal - Il re del poker
- Ambrogio Colombo in Amazing Racer - L'incredibile gara
- Vittorio Di Prima in Rescue Me (st. 1-4)
- Michele Gammino in Hi, Mom! (ridoppiaggio)

Come doppiatore è stato sostituito da:
- Mario Milita ne I Griffin (ep. 2x02, 3x09, 4x18)
- Valerio Ruggeri ne I Griffin (ep. 5x10, 8x02)